# Agencja Rezerw Materiałowych
Agencja Rezerw Materiałowych – polska agencja wykonawcza istniejąca w latach 1996–2021 podlegająca ministrowi właściwemu do spraw energii. Jej następcą prawnym jest Rządowa Agencja Rezerw Strategicznych.
Agencja miała siedzibę w biurowcu JM Tower przy ul. Grzybowskiej 45 w Warszawie.

## Historia
Agencja Rezerw Materiałowych (ARM) powstała w wyniku ustawy z 30 maja 1996 r. o rezerwach państwowych i zapasach obowiązkowych paliw (Dz.U. z 1996 r. nr 90, poz. 404). Przejęła zadania od Głównego Zarządu Rezerw Państwowych w zakresie gospodarowania rezerwami paliw, surowców i materiałów. 
W 2002 r. przejęła zadania gospodarowania produktami leczniczymi i wyrobami medycznymi (po zlikwidowanej Agencji Rezerw Artykułów Sanitarnych), a w 2004 r. produktów rolnych, produktów i półproduktów żywnościowych (przejęcie zadań od Agencji Rynku Rolnego).
Obok gospodarowania rezerwami, ARM została powołana do tworzenia i utrzymywania zapasów państwowych ropy naftowej i produktów naftowych w ramach polityki bezpieczeństwa energetycznego kraju. 
Początkowo rezerwy były podzielone na:
- rezerwy mobilizacyjne – służące do realizacji zadań związanych z obronnością i bezpieczeństwem państwa, ze szczególnym uwzględnieniem potrzeb Sił Zbrojnych oraz bezpieczeństwa publicznego w sytuacjach zagrożenia bezpieczeństwa państwa, a także w czasie podwyższania gotowości obronnej państwa;

- rezerwy gospodarcze – służące w szczególności zaspokajaniu podstawowych surowcowych, materiałowych i paliwowych potrzeb gospodarki narodowej oraz utrzymaniu ciągłości zaopatrywania ludności kraju w podstawowe produkty rolne, produkty i półprodukty żywnościowe, produkty lecznicze i wyroby medyczne w sytuacjach zagrożenia bezpieczeństwa państwa i w czasie podwyższania gotowości obronnej państwa. Rezerwy te służyły także eliminowaniu lub łagodzeniu zakłóceń w funkcjonowaniu gospodarki narodowej, wynikających z nieprzewidzianych zdarzeń i okoliczności oraz klęsk żywiołowych.

Na mocy ustawy z dnia 29 października 2010 r. o rezerwach strategicznych wprowadzono jeden rodzaj rezerw (rezerwy strategiczne), które zostały uznane za majątek Skarbu Państwa. 23 lutego 2021 r. weszła w życie ustawa z dnia 17 grudnia 2020 r. o rezerwach strategicznych, na mocy której w tym dniu Agencja Rezerw Materiałowych została przekształcona w Rządową Agencję Rezerw Strategicznych podległą Kancelarii Prezesa Rady Ministrów i nadzorowaną bezpośrednio przez Prezesa Rady Ministrów. Oprócz tego ustawa m.in. pozwala na zwiększenie efektywności działania, a celem ustawy w założeniu jest zabezpieczenie Polski na wypadek zagrożeń, mogących wywołać zakłócenia w podaży i popycie niektórych towarów i dóbr na rynku, a tym samym negatywne konsekwencje dla bezpieczeństwa państwa, w tym dla życia i zdrowia obywateli

### Poprzednicy prawni
Zadanie w zakresie tworzenia i gospodarowanie rezerwami realizowane były zanim powstała Agencja Rezerw Materiałowych, choć w rozproszonej strukturze i pod różnymi nazwami.

#### Urząd Rezerw Państwowych
Urząd Rezerw Państwowych został utworzony na mocy ustawy z 7 marca 1950 r. (Dz. U. poz. 103 oraz z 1956 r. poz. 191). Do zakresu działania Urzędu Rezerw Państwowych należały „sprawy państwowych rezerw konsumpcyjnych i materiałowych”. Na czele Urzędu stał Prezes, którego mianował i odwoływał Prezes Rady Ministrów. 

#### Państwowa Rada Gospodarki Materiałowej
Państwowa Rada Gospodarki Materiałowej została utworzony zgodnie z ustawą z 29 marca 1972 r. (Dz. U. poz. 84). Na czele Rady stał przewodniczący a nadzór nad nim sprawował Prezes Rady Ministrów.  Do zadań działalności Rady należały sprawy gospodarki surowcami i materiałami oraz rezerw państwowych, „a w szczególności: 
1. rozmieszczenie i ruch zapasów oraz rezerw państwowych,
2. obrót i zaopatrzenie w surowce i materiały,
3. efektywność wykorzystania surowców i materiałów,
4. gospodarki surowcami wtórnymi żelaza, stali, metali nieżelaznych oraz niemetalicznymi surowcami wtórnymi,
5. gospodarki opakowaniami.”

#### Urząd Ministra Gospodarki Materiałowej
Urząd Ministra Gospodarki Materiałowej został utworzony na podstawie ustawy z 27 marca 1976 r. o utworzeniu urzędu Ministra Gospodarki Materiałowej (Dz. U. poz. 71). Sprawy należące do Państwowej Rady Gospodarki Materiałowej zostały przejęte przez Ministra Gospodarki Materiałowej, a samą Radę zlikwidowano. 
Minister Gospodarki Materiałowej kierował Urzędem Gospodarki Materiałowej. Do zakresu działanie Ministra Gospodarki Materiałowej należały sprawy zaopatrzenia i gospodarki surowcami, materiałami, paliwami, energią oraz rezerwy państwowe. Koordynował on i kontrolował „działalność państwowych i spółdzielczych jednostek organizacyjnych w zakresie: 
1. efektywność wykorzystania materiałów, surowców, paliw i energii,
2. gospodarki surowcami wtórnymi,
3. obrotu i zaopatrzenie w surowce, materiały, paliwa i energię,
4. rozmieszczeniu i ruchu zapasów oraz rezerw państwowych,
5. gospodarki magazynowej i opakowaniami.”

#### Ministerstwo Gospodarki Materiałowej i Paliwowej
Urząd Ministra Gospodarki Materiałowej i Paliwowej powołano ustawą z 12 listopada 1985 r. o zmianach w organizacji oraz zakresie działania niektórych naczelnych i centralnych organów administracji państwowej (Dz. U. poz. 262). Do zakresu działanie Ministra Gospodarki Materiałowej i Paliwowej należały sprawy Ministra Gospodarki Materiałowej (wówczas nastąpiła jego likwidacja) oraz Głównego Inspektora Gospodarki Energetycznej, „a w szczególności: 
1. gospodarowanie surowcami, materiałami, paliwami i energią oraz ich zapasami,
2. kontroli przestrzegania zasad racjonalnego gospodarowania surowcami materiałami, paliwami i energią,
3. eksploatacją środków trwałych w gospodarce narodowej,
4. rezerw państwowych,
5. gospodarki magazynowej,
6. gospodarki opakowaniami, surowcami wtórnymi i materiałami niepełnowartościowymi.”

#### Urząd Ministra Rynku Wewnętrznego
Na podstawie ustawy 23 października 1987 r. o utworzeniu urzędu Ministra Przemysłu (Dz. U. poz. 172) zniesiono Ministerstwo Gospodarki Materiałowej i Paliwowej. Urząd Ministra Rynku Wewnętrznego został utworzony w wyniku ustawy z 23 października 1987 r. o utworzeniu Urząd Ministra Rynku Wewnętrznego (Dz. U. poz. 177).  
Do zadań Urzędu należało m.in. „wykonywanie zadań w zakresie obronności i bezpieczeństwa państwa oraz innych zadań określonych w odrębnych przepisach, w tym w zakresie gospodarki rezerwami państwowymi oraz gospodarki magazynowej”. 

#### Główny Zarząd Rezerw Państwowych
Główny Zarząd Rezerw Państwowych został utworzony 1 stycznia 1988 roku na podstawie zarządzenia Ministra Rynku Wewnętrznego (zarządzenie było poufne i nie zostało opublikowane) jako odrębną jednostka budżetowa z oddziałami terenowymi i obiektami socjalno-bytowymi. Swoją podstawową działalność (gromadzenie rezerw i gospodarowanie nimi, w szczególności w zakresie surowców, materiałów i paliw) realizował pod kryptonimową nazwą Zarząd Organizacji Dostaw „Intermat”, a następnie poprzez gospodarstwo pomocnicze pod nazwą Zarząd Organizacji Dostaw „Intermat”.

#### Zarząd Organizacji Dostaw "Intermat" w Warszawie
Zarząd Organizacji Dostaw "Intermat" utworzony został 1 stycznia 1970 r. zarządzeniem Prezesa Urzędu Rezerw Państwowych na podstawie decyzji nr 25/69 Prezydium Rządu z 8 grudnia 1969 r. Z dniem 1 lipca 1975 r. zarządzeniem nr 27 Przewodniczącego Państwowej Rady Gospodarki Materiałowej Zarząd Organizacji Dostaw "Intermat" został połączony z Zarządem Zakładów Kompletacji Dostaw "Centromag" (1970-1975) w jedno przedsiębiorstwo pod nazwą Zarząd Organizacji Dostaw "Intermat" z siedzibą w Warszawie.

#### Agencja Rezerw Artykułów Sanitarnych w Warszawie
Agencja Rezerw Artykułów Sanitarnych powstała w wyniku ustawy z 30 maja 1996 r. o rezerwach państwowych i zapasach obowiązkowych paliw (Dz. U. poz. 404). Przejęła zadania i obowiązki zlikwidowanego Zarządu Artykułów Sanitarnych. ARAS Podlegała Ministrowi Zdrowia i Opieki Społecznej. Agencja Rezerw Artykułów Sanitarnych była „właściwą w zakresie rezerw leków i materiałów medycznych oraz artykułów sanitarnych”. 
Wskutek ustawy z 1 marca 2002 r. o zmianach w organizacji i funkcjonowaniu centralnych organów administracji rządowej i jednostek im podporządkowanych oraz o zmianie niektórych ustaw, Agencja Rezerw Artykułów Sanitarnych została zlikwidowana (Dz. U. poz. 253). 

#### Agencja Rynku Rolnego
Agencja Rynku Rolnego została utworzona na mocy ustawy z 7 czerwca 1990 r. o utworzeniu Agencja Rynku Rolnego (Dz. U. poz. 223 oraz z 1996 r. poz. 146). Zgodnie z ustawą z 30 maja 1996 r. o rezerwach państwowych i zapasach obowiązkowych paliw (Dz. U. poz. 404) Agencja Rynku Rolnego została zobowiązana do tworzenie rezerw gospodarczych w zakresie rezerw produktów rolnych oraz produktów i półproduktów żywnościowych. 
W 2004 r., na podstawie ustawy z 11 marca 2004 r. o Agencji Rynku Rolnego i organizacji niektórych rynków rolnych (Dz. U. poz. 386), Agencja Rezerw Materiałowych przejęła zadania i obowiązki związane z gromadzeniem i gospodarowaniem rezerw produktów rolnych, oraz produktów i półproduktów żywnościowych.

## Zadania Agencji
Zadania Agencji określał art. 27 ustawy o rezerwach strategicznych i można było je streścić następująco:
- utrzymywanie rezerw strategicznych,
- wykonywanie decyzji właściwego ministra w zakresie tworzenia, udostępniania i likwidacji rezerw,
- utrzymanie i rozbudowa infrastruktury przewidzianej do przechowywania rezerw,
- zakup i utrzymywanie zapasów ropy naftowej i produktów naftowych (rezerwa paliwowa),
- kontrola podmiotów którym oddano na przechowanie rezerwy strategiczne,
- opracowanie projektu informacji o asortymencie rezerw strategicznych,
- wykonywanie innych zadań określonych w ustawach lub Rządowym Programie Rezerw Strategicznych.

## Podstawa prawna działalności Agencji
- Ustawa z dnia 29 października 2010 r. o rezerwach strategicznych (Dz.U. z 2020 r. poz. 2051)
- Ustawa z dnia 16 lutego 2007 r. o zapasach ropy naftowej, produktów naftowych i gazu ziemnego oraz zasadach postępowania w sytuacjach zagrożenia bezpieczeństwa paliwowego państwa i zakłóceń na rynku naftowym (Dz.U. z 2020 r. poz. 411)
- Statut Agencji Rezerw Materiałowych nadany Zarządzeniem Ministra Energii z dnia 17 listopada 2017 r. (Dz. Urz. Min. Ener. z 2017 r. poz. 18)
- zmienionym zarządzeniem Ministra Klimatu z dnia 27 maja 2020 r. w sprawie nadania statutu Agencji Rezerw Materiałowych (Dz. Urz. Min. Klim. z 2020 r. poz. 29)
- zmienionym zarządzeniem Ministra Klimatu z dnia 15 września 2020 r. w sprawie nadania statutu Agencji Rezerw Materiałowych (Dz. Urz. Min. Klim. z 2020 r. poz. 49)

## Prezesi
- Czesław Skowronek od 27 października 1996 do 31 stycznia 2003
- Jan Sobiecki od 1 lutego 2003 do 15 stycznia 2006
- Józef Aleszczyk od 16 stycznia 2006 do 25 czerwca 2008
- Jacek Bąkowski od 26 czerwca 2008 do 20 maja 2014
- p.o. Dariusz Brociek od 21 maja 2014 do 17 sierpnia 2014
- Janusz Turek od 18 sierpnia 2014 do 18 marca 2020
- p.o. Leszek Polakowski od 18 marca 2020 do kwietnia 2020
- p.o. Michał Kuczmierowski od kwietnia 2020 do 6 września 2020
- Michał Kuczmierowski od 7 września 2020 do 23 lutego 2021

## Struktura
W skład ARM wchodziła Centrala oraz Oddziały Terenowe.

### Oddziały terenowe
- Oddział Terenowy Północny z siedzibą w Szepietowie – obejmujący swoim zasięgiem terytorialnym województwa: kujawsko-pomorskie, lubuskie, mazowieckie, podlaskie, pomorskie, warmińsko-mazurskie, wielkopolskie i zachodniopomorskie;

- Oddział Terenowy Południowy z siedzibą w Lublińcu – obejmujący swoim zasięgiem terytorialnym województwa: dolnośląskie, lubelskie, łódzkie, małopolskie, opolskie, podkarpackie, śląskie i świętokrzyskie.

### Struktura centrali
- Biuro Bezpieczeństwa
- Biuro Finansowo-Księgowe
- Biuro Logistyki
- Biuro Rezerw Medycznych
- Biuro Rezerw Żywnościowych
- Biuro Rozwoju Organizacyjnego
- Biuro Strategii i Transformacji
- Biuro Teleinformatyki
- Biuro Zakupów
- Biuro Zapasów Interwencyjnych Paliw